# Ingeborg Hungnes
Ingeborg Hungnes (* 25. Mai 1962 in Tønsberg) ist eine norwegische Sängerin.
Hungnes studierte bis 1990 an der Norges Musikkhøgskole und legte dann ein Pädagogikexamen am Østlandets Musikkonservatorium ab. Seit den 1980er Jahren hatte sie Rollen am Osloer Nationaltheatret, am Det Norske Teatret und dem Teatret Vårt.
1993 wirkte sie an Terje Venaas’ Album Toner fra Romsdal mit. 1998 war sie die Sängerin auf Kjell Habbestads Album Noahs Draum. 1999 nahm sie in der Kathedrale von Oaxaca mit dem Organisten Henning Sommerro, dem chilenischen Flötisten Mauricio Vicencio und der ecuadorianischen Sängerin Susana Peña das Album Guds mor i Mexico auf. 2004 sang sie auf Lars Klevstrands Folk-Album Nomadesongar.